# Phare de Punta Angamos
Pour les articles homonymes, voir Angamos.
Le phare de Punta Angamos (en espagnol : Faro Punta Agamos) est un phare actif situé sur Punta Angamos, (Province d'Antofagasta), dans la Région d'Antofagasta au Chili.
Il est géré par le Service hydrographique et océanographique de la marine chilienne.

## Histoire
Le phare est situé à l'extrémité de la péninsule de Mejillones. Il fonctionne à l'énergie solaire.

## Description
Ce phare est une tourelle cylindrique en fibre de verre, avec une galerie et une petite lanterne de 8 m de haut. La tour est peinte en blanc avec une bande rouge centrale. Il émet, à une hauteur focale de 109 m, un éclat blanc par période de 10 secondes. Sa portée est de 14 milles nautiques (environ 26 km). 
Identifiant : ARLHS : CHI-096 - Amirauté : G1952 - NGA : 111-1108 .

### Lien connexe
- Liste des phares du Chili